# Physocephala
Physocephala là một chiruồi trong họ Conopidae.

## Hình ảnh

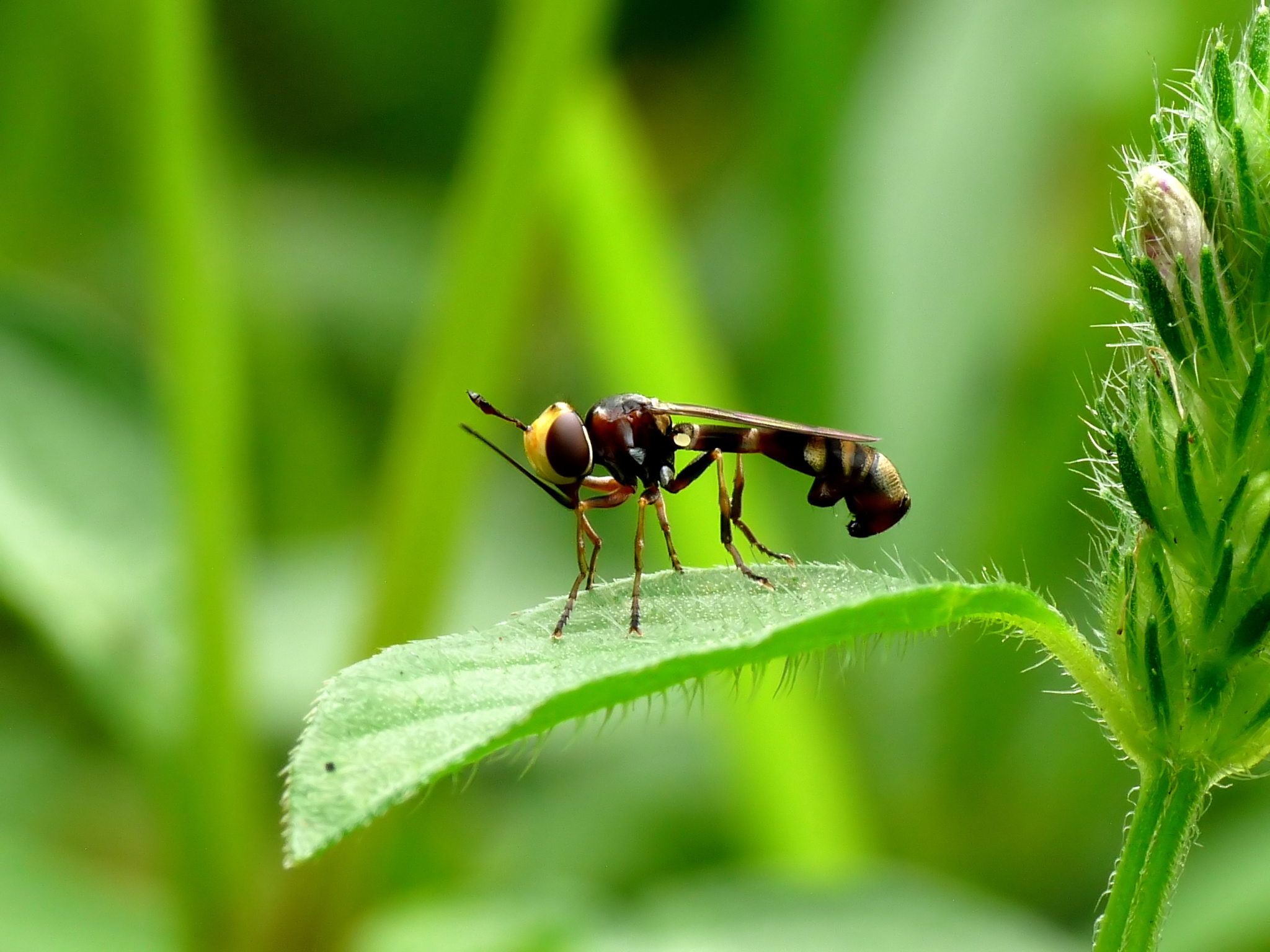

## Các loài
- P. antiqua (Wiedemann, 1830)
- P. biguttata von Röder, 1883
- P. burgessi (Williston, 1882)
- P. chrysorrhoea (Meigen, 1824)
- P. curticornis Kröber, 1915
- P. floridana Camras, 1957
- P. furcillata (Williston, 1882)
- P. lacera (Meigen, 1824)
- P. laeta Becker, 1913
- P. laticincta (Brullé, 1832)
- P. marginata (Say, 1823)
- P. nigra (De Geer, 1776)
- P. pusilla (Meigen, 1824)
- P. rufipes (Fabricius, 1781)
- P. sagittaria (Say, 1823)
- P. texana (Williston, 1882)
- P. tibialis (Say, 1829)
- P. truncata (Loew, 1847)
- P. vaginalis (Róndani, 1865)
- P. variegata (Meigen, 1824)
- P. vittata (Fabricius, 1794)

Danh sách này không đầy đủ, bạn cũng có thể giúp mở rộng danh sách.